# Kanton Rezé-1
 Rezé-1 is een kanton van het Franse departement Loire-Atlantique. Het kanton maakt deel uit van het arrondissement Nantes.
In 2020 telde het 42.541 inwoners.

Het kanton werd gevormd ingevolge het decreet van 25 februari 2014, met uitwerking op 22 maart 2015, met Rezé als hoofdplaats.

## Gemeenten
Het kanton omvat volgende gemeenten: 
- Bouaye
- Bouguenais
- Brains
- Rezé (hoofdplaats ) (noordelijk deel )
- Saint-Aignan-Grandlieu
- Saint-Léger-les-Vignes